# 2024년 영화
다음은 2024년 영화에 대한 정보이다. 이 해에 개봉된 영화와 주요 박스오피스, 영화제 등을 기재한다.

## 박스오피스
2024년 내에 개봉된 영화를 대상으로 한 전 세계 박스오피스 순위는 다음과 같다.
| 순위 | 제목                     | 배급사        | 전 세계 수익   |
| ---- | ------------------------ | ------------- | -------------- |
| 1    | 인사이드 아웃 2          | 디즈니        | $1,698,863,816 |
| 2    | 데드풀과 울버린          | 디즈니        | $1,338,073,645 |
| 3    | 모아나 2                 | 디즈니        | $1,050,077,511 |
| 4    | 슈퍼배드 4               | 유니버설      | $970,937,308   |
| 5    | 위키드                   | 유니버설      | $727,805,075   |
| 6    | 듄: 파트 2               | 워너 브라더스 | $714,444,358   |
| 7    | 무파사: 라이온 킹        | 디즈니        | $689,110,450   |
| 8    | 고질라 X 콩: 뉴 엠파이어 | 워너 브라더스 | $571,850,016   |
| 9    | 쿵푸팬더 4               | 유니버설      | $547,699,816   |
| 10   | 욜로                     | 차이나 필름   | $479,597,304   |

## 이벤트
영화상
- 1월 7일 : 제81회 골든 글로브상
- 1월 14일 : 제29회 크리틱스 초이스 어워드
- 2월 18일 : 제77회 영국 아카데미 영화상
- 2월 24일 : 제30회 미국 배우 조합상
- 2월 24일: 제49회 세자르상
- 3월 10일 : 제96회 아카데미상

영화제
- 1분기
  - 1월 18일 ~ 28일 : 2024 선댄스 영화제
  - 2월 15일 ~ 25일 : 제74회 베를린 국제 영화제
  - 3월 8일 ~ 16일 : 2024 SXSW 영화제

- 2분기
  - 5월 1일 ~ 10일: 제25회 전주국제영화제
  - 5월 14일 ~ 25일 : 제77회 칸 국제 영화제
  - 6월 5일 ~ 16일 : 제23회 트라이베카 영화제
  - 7월 4일 ~ 7월 14일 : 제28회 부천국제판타스틱영화제

- 3분기
  - 8월 28일 ~ 9월 7일 : 제79회 베네치아 국제 영화제
  - 8월 29일 ~ 9월 2일 : 제51회 텔류라이드 영화제
  - 9월 9일 ~ 19일 : 제49회 토론토 국제 영화제
  - 9월 27일 ~ 10월 13일 : 제62회 뉴욕 영화제

- 4분기
  - 10월 2일 ~ 11일 : 제29회 부산국제영화제
  - 10월 9일 ~ 20일 : 제68회 BFI 런던 영화제
  - 10월 23일 ~ 27일 : 2024 AFI 페스트
  - 10월 28일 ~ 11월 6일 : 제37회 도쿄국제영화제

## 2024년 개봉작

### 외국 영화
국내 영화가 아닌 수입 영화들의 목록이다. 개봉일은 역시 대한민국 기준이며, 대한민국 내에서 개봉한 영화들만을 다룬다. 국내 개봉과 상관없이 전세계에서 2024년에 개봉된 영화를 보고 싶다면 관련 분류를 참고.